# Ран (мифология)

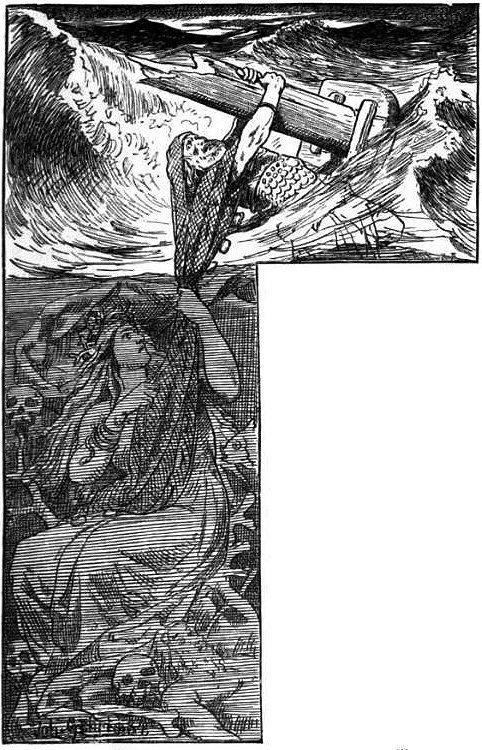
Ран

Ран (др.-сканд. Rán, «кража», «ограбление») — персонаж германо-скандинавской мифологии, великанша, штормовое божество моря, сестра и жена Эгира. Ран владела волшебной сетью, которую набрасывала на корабли, чтобы утащить их на дно и там поживиться добычей.
Ран любила золото, которое северные народы называли морским огнём.
Когда бог Локи, происходивший, как и она, из рода Ётунов, случайно убил сына колдуна Хрейдмара и должен был заплатить виру золотом (в противном случае могли пострадать его друзья асы, находившиеся в заложниках у колдуна), Ран одолжила ему свою сеть, и Локи с её помощью сумел изловить Андвари — цверга, хранителя несметных сокровищ — и забрать его богатство. Однако добытое таким образом золото впоследствии принесло множество бед.
У Эгира и его жены Ран было девять дочерей, которых называли девами волн:
- Бара (др.-сканд. Bára или Dröfn) — «волна»
- Блудухадда (др.-сканд. Blóðughadda) — «с кровавыми волосами» (цвет волн после битвы),
- Бюлгья (др.-сканд. Bylgja) — «морской вал»
- Дуфа (др.-сканд. Dúfa) — «мучающаяся волна»
- Хефринг (др.-сканд. Hefring) — «пульсирующая волна»
- Химинглэва (др.-сканд. Himinglæva) — «волна, отражающая небо»
- Хрэнн (др.-сканд. Hrönn) — «цепкая волна»
- Кулга (др.-сканд. Kólga) — «ужасная волна»
- Унн (др.-сканд. Unnr или Uðr) — «волна»

По одной из теорий девять дочерей Эгира и Ран ассоциируются с девятью матерями Хеймдалля.

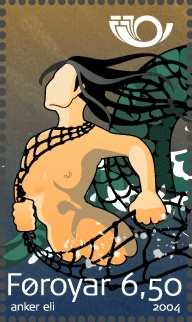
Ран на марке Фарерских островов

Именем Ран названа звезда Эпсилон Эридана (единственная известная на 2015 год экзопланета, обращающаяся вокруг неё, Эпсилон Эридана b, названа в честь Эгира) и холмы на Венере.